# Lucélia Ribeiro
Pour les articles homonymes, voir Ribeiro.
Née le 12 janvier 1978, Lucélia Ribeiro est une karatéka brésilienne connue pour avoir remporté la médaille de bronze en kumite individuel féminin plus de 60 kilos aux championnats du monde de karaté 2002 ainsi que la médaille d'or dans la même épreuve aux championnats panaméricains de karaté 2006.

## Résultats
| Résultat | Date          | Épreuve                   | Catégorie | Compétition                     | Ville hôte                                |
| -------- | ------------- | ------------------------- | --------- | ------------------------------- | ----------------------------------------- |
| [ 2 ]    | Novembre 2002 | Kumite individuel + 60 kg | Seniors   | Championnats du monde 2002      | Madrid, en Espagne                        |
| [ 3 ]    | 2006          | Kumite individuel + 60 kg | Seniors   | Championnats panaméricains 2006 | Saint-Domingue, en République dominicaine |
| [ 4 ]    | 2006          | Kumite par équipes        | Seniors   | Championnats panaméricains 2006 | Saint-Domingue, en République dominicaine |
| [ 5 ]    | Juillet 2007  | Kumite individuel + 60 kg | Seniors   | Jeux panaméricains 2007         | Rio de Janeiro, au Brésil                 |